# Robert Franklin John
Pour les articles homonymes, voir Robert John et John.
Robert Franklin John (ou Robert Franklyn John) (janvier 1851-29 mai 1905) est un homme politique canadien de la Colombie-Britannique. Il est député provincial indépendant de la circonscription britanno-colombienne de Victoria de 1882 à 1888.

## Biographie
Né à Glamorgan dans le Pays de Galles, John reçoit la plupart de son éducation à Victoria en Colombie-Britannique. Il sert comme collecteur et assesseur dans les districts de Victoria et d'Esquimalt.
En 1888, il démissionne de son poste de député pour devenir directeur de la prison de Victoria.
John meurt dans cette ville en 1905 à l'âge de 54 ans.